# Solferino (Italië)
Solferino is een Italiaans dorp in Lombardije in de provincie Mantua. Het dorp ligt een paar kilometer zuidelijk van het Gardameer.
Het 2.642 inwoners tellende plaatsje (stand 1 januari 2016) is bekend geworden door de bloedige veldslag op 24 juni 1859 (Fransen en Savoyards tegen Oostenrijkers), de Slag bij Solferino. Na afloop van de slag bleven 38.000 soldaten gewond achter op het slagveld. Henri Dunant bekommerde zich om hen en organiseerde hulp. In Een herinnering aan Solferino schreef Dunant later zijn ervaringen neer (1862).
Dit werd de aanleiding tot de oprichting van het Rode Kruis en de Conventies van Genève, de eerste in 1864. Er is in de naburige plaats Castiglione delle Stiviere een museum over het Rode Kruis gevestigd, waarin onder andere documenten uit de tijd van de slag bij Solferino en oude wagens voor gewondenvervoer te bezichtigen zijn.
Op 24 juni 2009 werd in Solferino herdacht dat de slag 150 jaar geleden plaatsvond.